# Lawrence Warbasse
Lawrence "Larry" Warbasse (Dearborn, Michigan, 28 de juny del 1990) és un ciclista estatunidenc que és professional des del 2012, i actualment pertany a l'equip Tudor Pro Cycling Team.

## Palmarès
- 2017
  -  Campió dels Estats Units en ruta
  - Vencedor d'una etapa a la Volta a Suïssa

### Resultats a la Volta a Espanya
- 2014. 74è de la classificació general
- 2015. 38è de la classificació general
- 2016. 49è de la classificació general
- 2017. Abandona (7a etapa)
- 2023. 44è de la classificació general

### Resultats al Giro d'Itàlia
- 2016. No surt (7a etapa)
- 2019. 52è de la classificació general
- 2020. 17è de la classificació general
- 2021. 41è de la classificació general
- 2023. 44è de la classificació general
- 2024. 37è de la classificació general